# Coelocyba varifasciata
Coelocyba varifasciata är en stekelart som beskrevs av Girault 1915. Coelocyba varifasciata ingår i släktet Coelocyba och familjen puppglanssteklar. Inga underarter finns listade i Catalogue of Life.